# Mathieu van Roggen
Matthijs Adolph Hendrik (Mathieu) van Roggen (Nijmegen, 14 januari 1863 – Sprimont, 27 oktober 1909) was een Nederlandse ingenieur.

## Loopbaan
Van Roggen was geboren en getogen in Nijmegen en vestigde zich in 1883 in het Belgische Sprimont, waar hij een steengroeve begon, de Carrière du Coreux. Deze groeve leverde hardsteen, die in Nederland in verschillende waterbouwkundig werken zijn toegepast. Dit waren met de jaren onder andere de oude IJsselbrug bij Deventer, enkele sluizen in het Merwedekanaal en de grote schutsluis in IJmuiden in de jaren 1960.

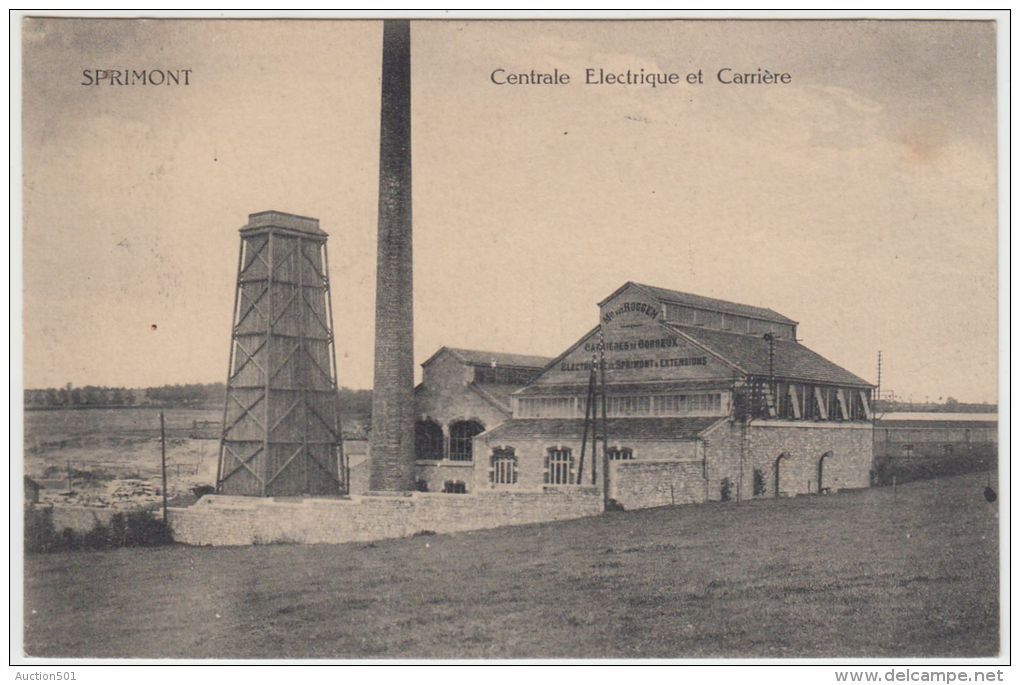
Carrière de Correux, centrale électrique des carrières de Sprimont, ca. 1900

Van Roggen zorgde voor meer impuls aan de economie aldaar, door onder meer een grote elektriciteitscentrale te bouwen (voltooid in 1904),  Deze centrale voorzag de groeve van elektriciteit en zorgde voor straatverlichting in Sprimont.

## Privéleven
Van Roggen was getrouwd met Jeanette Blom (1868-1956) en had vier kinderen. Zijn zoon Mathieu van Roggen jr. was directeur van het Belgische automerk Teixeira en later Imperia en Minerva. Zijn weduwe hertrouwde in 1923 met de kunstenaar Frederik Engel Jeltsema.
Van Roggen woonde in het kasteel Van Roggen uit het eind van de 18e eeuw, dat was gelegen in het hart van Sprimont.

## Trivia
In Sprimont is een straat naar Van Roggen vernoemd, de Rue Mathieu Van Roggen. Zijn woonhuis werd later het gemeentehuis van Sprimont.